# Mischocyttarus clypeatus
Mischocyttarus clypeatus är en getingart som beskrevs av Zikan 1935. Mischocyttarus clypeatus ingår i släktet Mischocyttarus och familjen getingar. Inga underarter finns listade i Catalogue of Life.